# San Jorge y la princesa (Pisanello)
San Jorge y la princesa es un fresco de Pisanello situado en la iglesia de Santa Anastasia de Verona, en la parte más alta del arco que da acceso a la capilla Pellegrini (o "Giusti"). Es una de las obras más famosas del gótico final o internacional.

## Historia
El fresco fue encargado a Pisanello por la familia Pellegrini, como consta en el testamento de Andrea Pellegrini de 1429, pero solo se conserva parcialmente, ya que el que aún se ve es solo una parte del ciclo que decoraba originalmente toda la capilla. La fecha de la ejecución es incierta: generalmente se sitúa entre el regreso de Roma en 1433 y la partida hacia Ferrara en 1438. La decoración en terracota de la capilla está documentada en 1436 y algunos señalan los frescos como contemporáneos, mientras que otros señalan la difícil coexistencia técnica de dos obras en construcción en la misma capilla. Otros lo sitúan en cambio en 1444-1446, después del Concilio de Ferrara, como sugerirían algunos detalles relacionados con los retratos del séquito de los dignatarios bizantinos (como el caballo con las fosas nasales partidas, utilizado en realidad por Juan VIII Paleólogo, o las formas de los tocados de algunos personajes); estos datos podrían derivar, sin embargo, de la procesión de Manuel II Paleólogo en el Concilio de Constanza que tuvo lugar entre 1414 y 1418, pues ya se encontraban en sus frescos perdidos en la basílica de San Juan de Letrán, según algunos bocetos y dibujos supervivientes de los que derivaron.
Giorgio Vasari, en su obra Vidas de los más excelentes pintores, escultores y arquitectos de 1568, habla de ella con énfasis admirativo. Lamentablemente, la obra estuvo expuesta durante mucho tiempo a las filtraciones de agua del techo de la iglesia, lo que provocó graves daños que afectaron principalmente a la parte izquierda del fresco, donde se representa al dragón. La parte superviviente se desprendió de la pared a finales del siglo XIX, salvándola de la suerte de la otra mitad, desprendida unos años después, que entretanto había perdido todas las decoraciones metálicas y doradas. Reproducida en un marco, estuvo expuesta durante mucho tiempo en la capilla de la sinopia, antes de ser reubicada en su posición original en 1996.

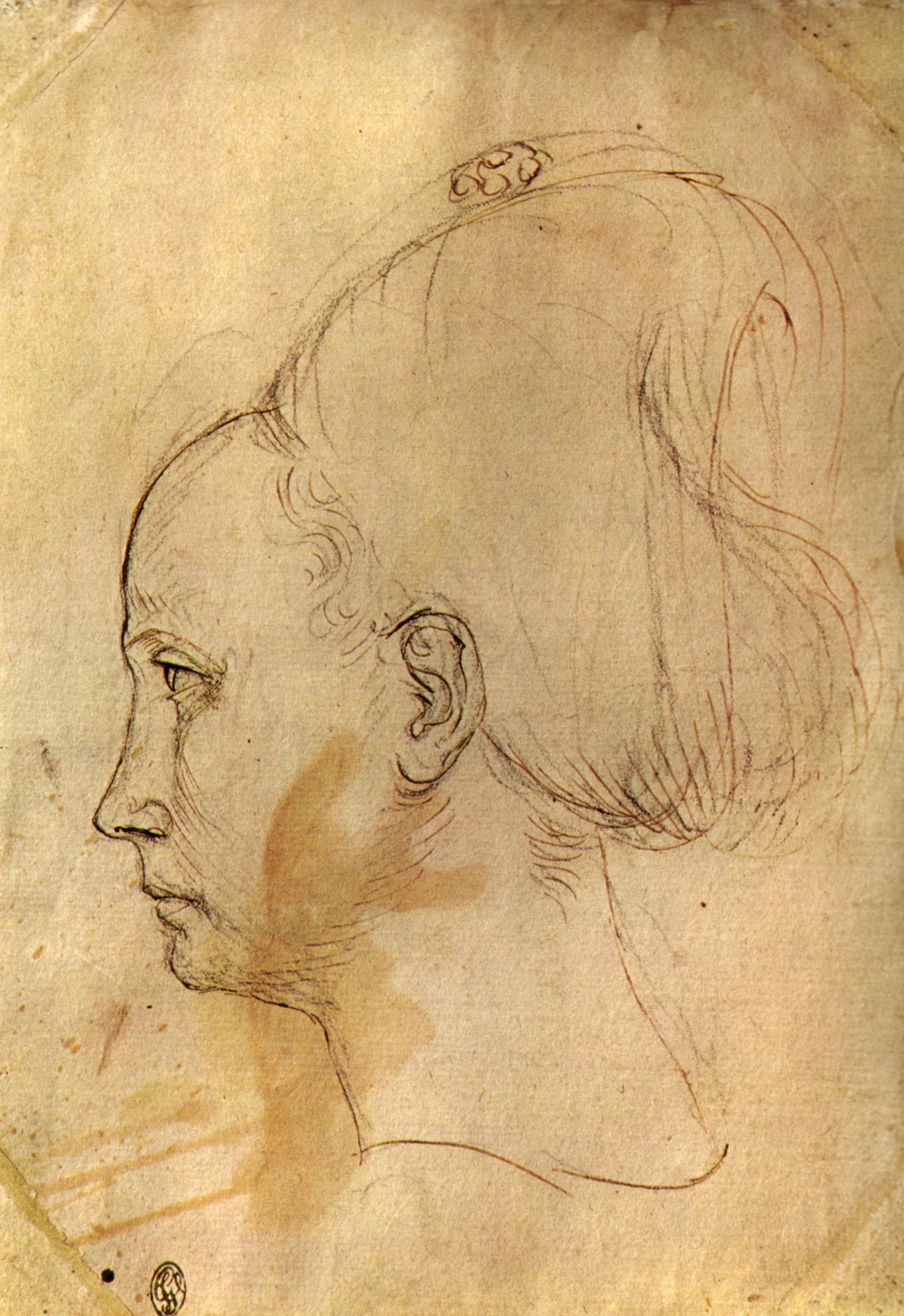
Estudio de la cabeza de la princesa ( Louvre no. 2342v).
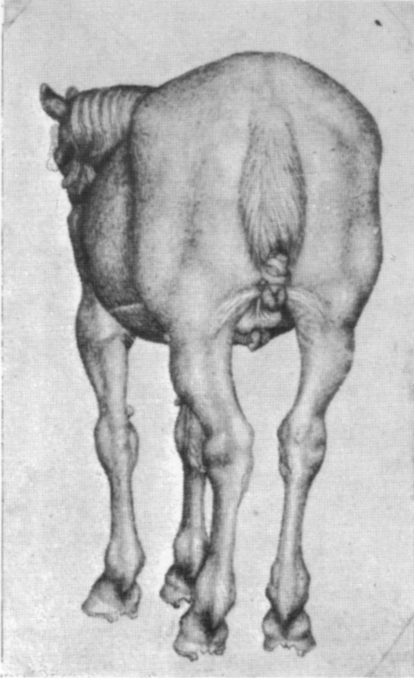
Estudio del caballo de espaldas (Louvre no. 2444).
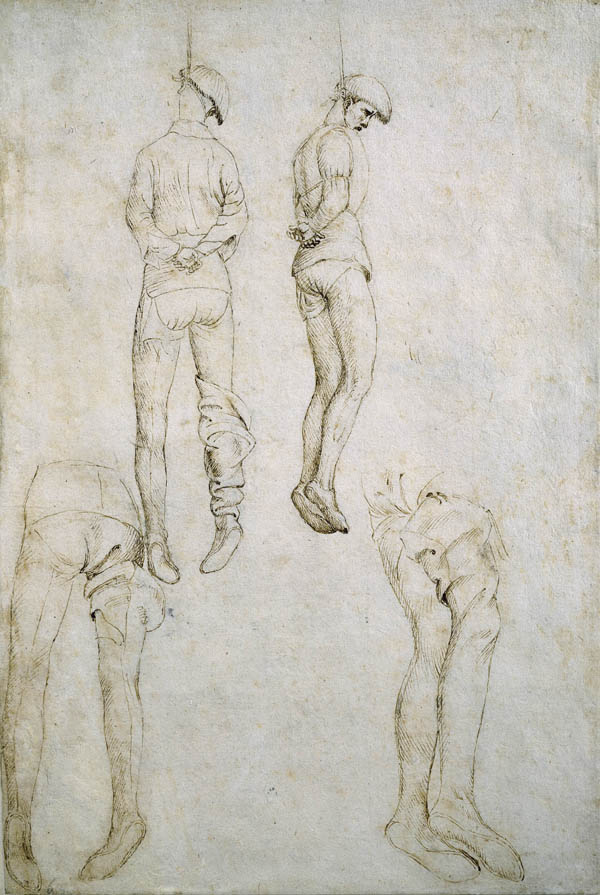
Estudio de los hombres ahorcados ( Colección Frick no. 36-2).
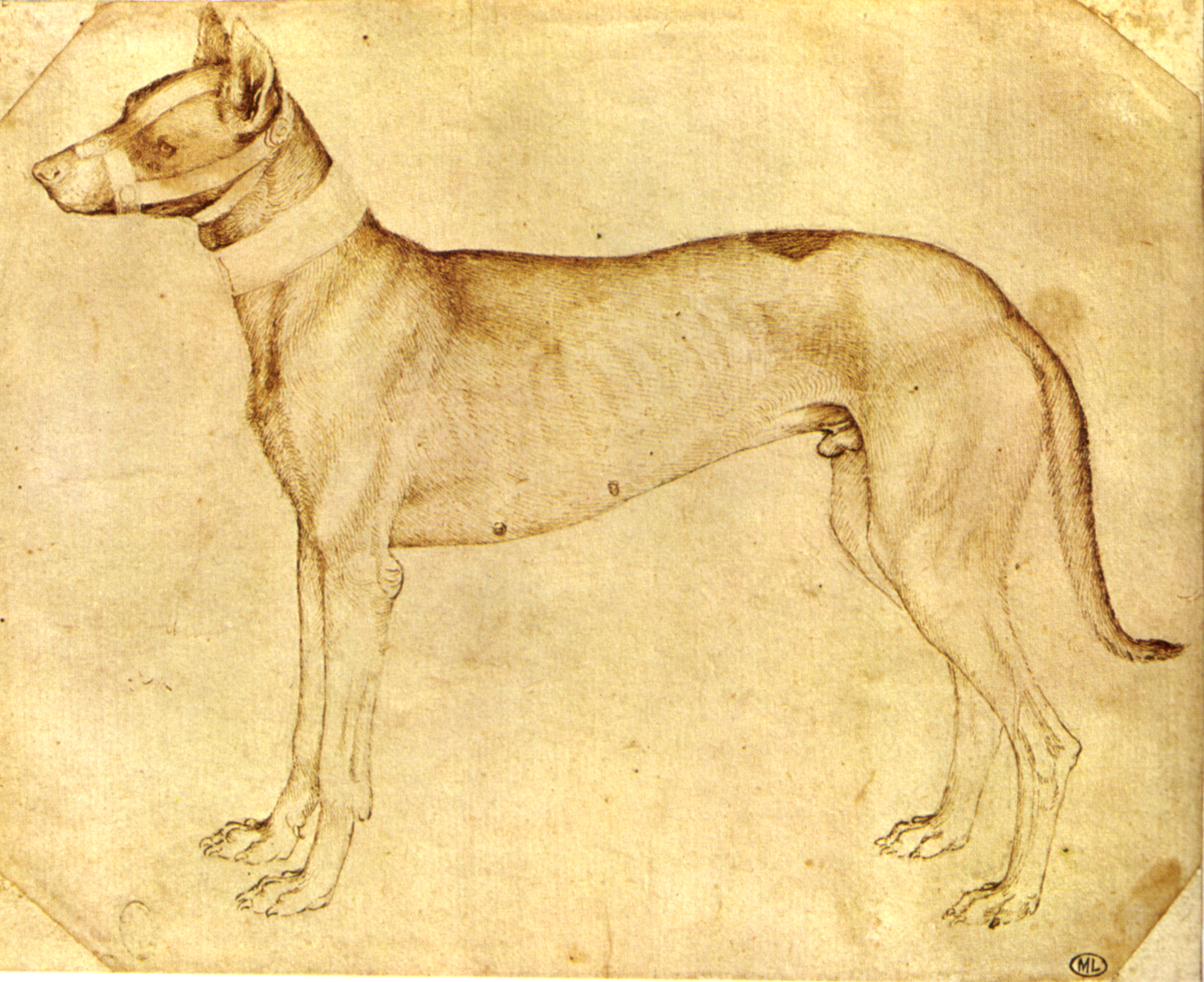
Estudio del lebrel (Louvre no.2344).

## Descripción

Parte derecha del fresco.

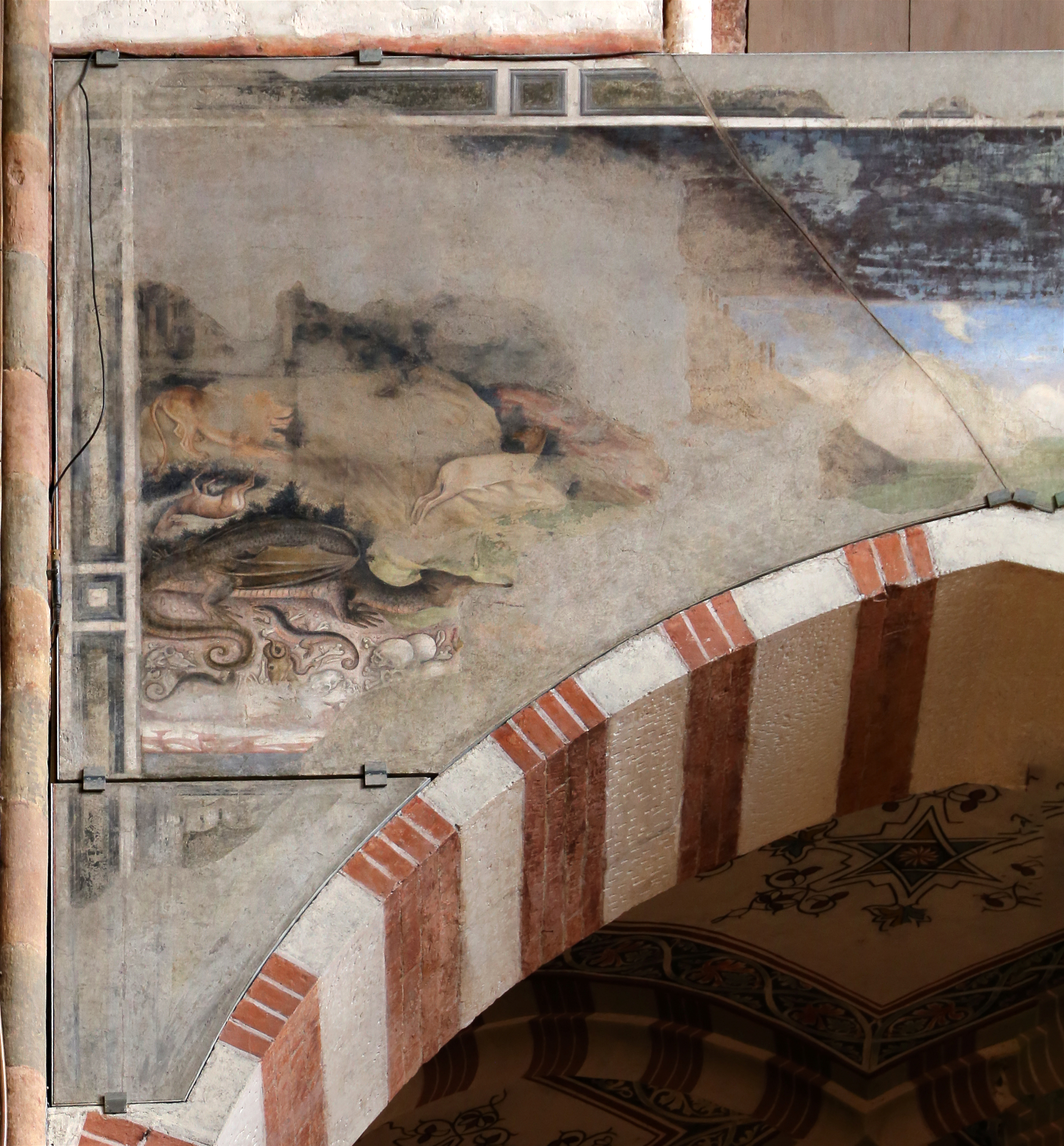
Parte izquierda del fresco.

El fresco constaba de dos partes, la derecha, con la despedida de San Jorge de la princesa de Trebisonda, que ha llegado a la actualidad en relativo buen estado, y la izquierda, con el dragón al otro lado del mar, que se ha perdido casi totalmente.
La parte sobreviviente muestra un momento crítico en la historia de San Jorge cuando él, indicado por una inscripción en mayúsculas en la base del fresco: SANCTUS GIORGIVS, está subiendo a su caballo blanco (representado escorzado de espaldas) para embarcarse e ir a matar al dragón que estaba esperando para devorar a la hija del rey de la ciudad. De hecho, el santo está representado con un pie ya en el estribo, con la mirada dirigida hacia su destino, un pequeño bote a vela que lo llevará al monstruoso dragón.
La princesa, de nobles y finísimas facciones, contempla la escena en silencio y detrás de ella hay tres caballos con jinetes, uno audazmente escorzado de frente, cuyo jinete es el escudero enano del caballero y sujeta su lanza, y dos de perfil, adelantando las patas prestos a la acción, y un carnero acostado (la víctima habitual para el monstruo, hasta que su escasez hizo que empezasen a echarse a suertes víctimas humanas, hasta que acabó resultando elegida la hija del rey). A la izquierda se puede ver un lebrel de caza con bozal y un perro mascota. Extraordinaria es la riqueza de las armaduras y de los arreos de las monturas, así como el refinamiento del vestido y peinado de la princesa. Está pintada de perfil, como en las efigies de las medallas, y tiene un peinado muy elaborado, con bandas que sujetan la gran masa de cabello alzada y la altísima línea del cabello, según la moda de las primeras décadas del siglo, obtenida depilando la frente y las sienes con una vela encendida. Su suntuoso vestido está hecho de tela brocada y una pelliza de piel de armiño, creando un juego de palabras aludiendo al mismo tiempo al apellido de los comitentes, mientras que los animales demuestran, una vez más, la predilección del autor por las representaciones agudas y realistas del natural.

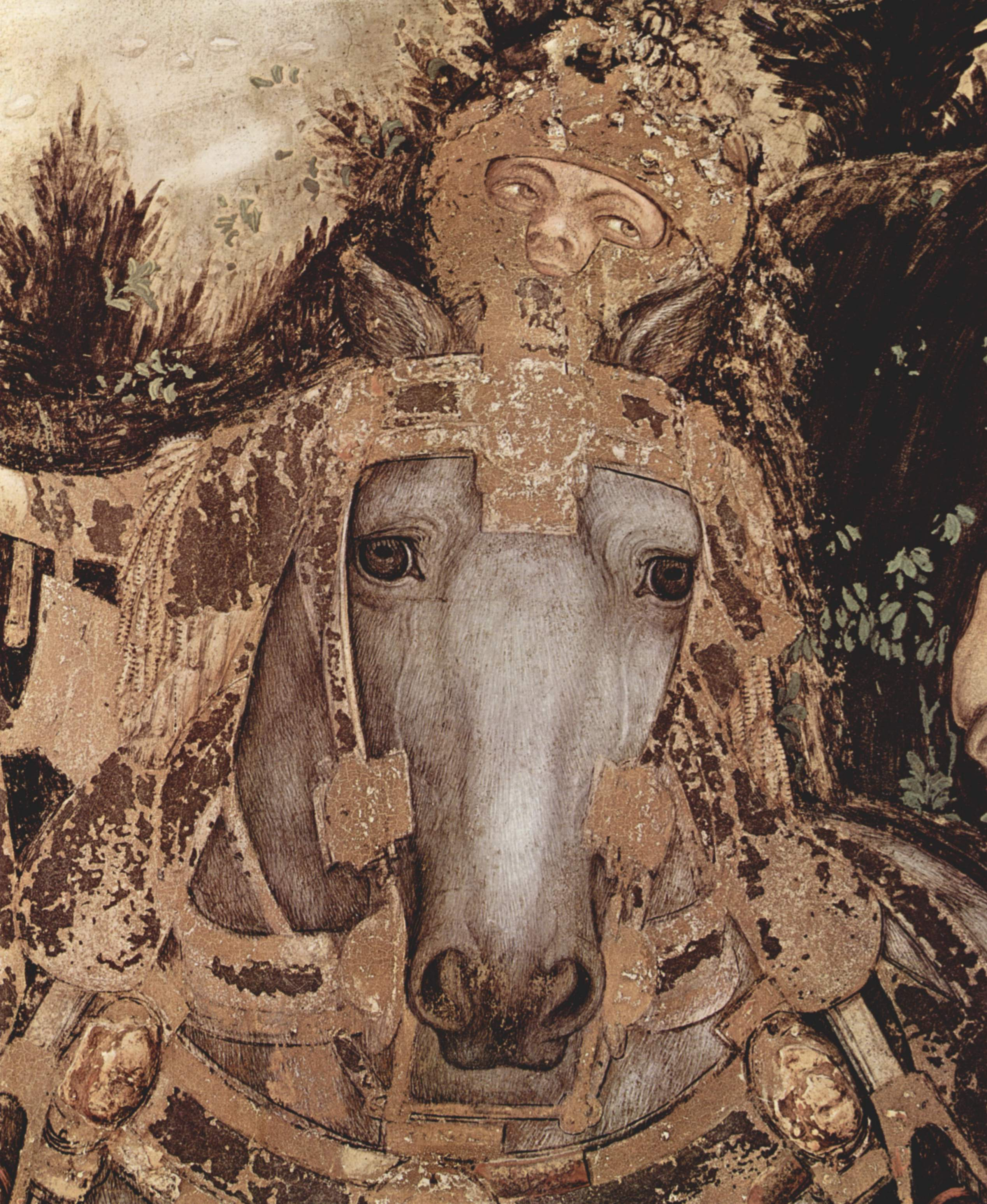
Detalle del caballo y el jinete de frente.

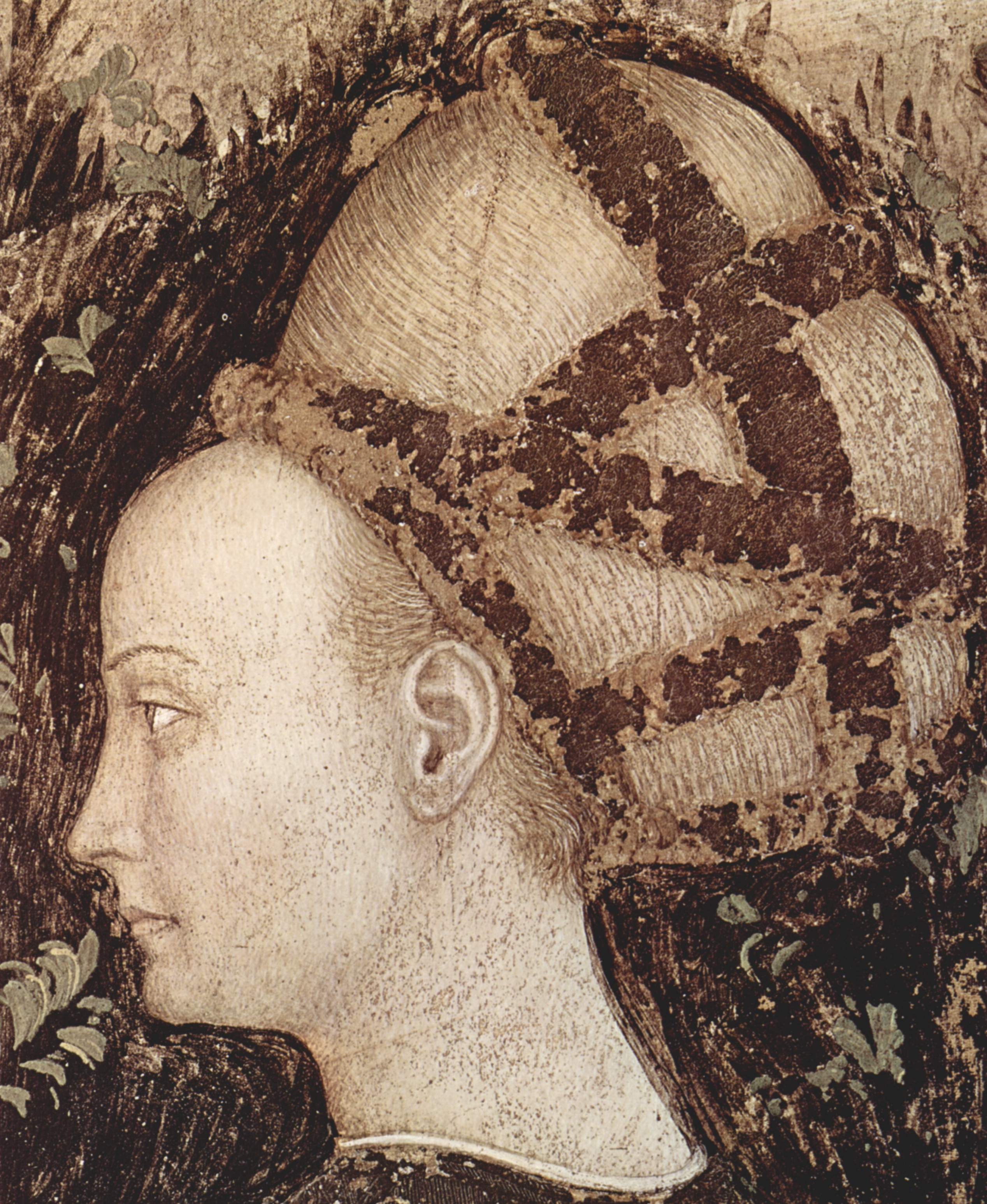
Detalle de la princesa.

El lado izquierdo lo ocupa la comitiva observando curiosa, de menor tamaño, reunida cerca del muelle, donde ya está dispuesta la barca con la que el héroe debe zarpar. Sus rostros presentan una gran variedad de fisonomías, cuidadosamente estudiados como lo demuestran los numerosos dibujos realizados por Pisanello y su taller (en gran parte en el Códice Vallardi, conservado en el Cabinet des Dessins del museo del Louvre). Entre estos destacan los dos rostros exóticos de la izquierda, uno aterrado mirando hacia el lado del dragón, quizás dos "turcomanos", inspirados en las descripciones de los otomanos que entonces asediaban el Imperio bizantino, o influenciados por relatos más antiguos de la invasión de la Horda de Oro. A su derecha, el caballero del sombrero y cuello de armiño que inclina la cabeza apesadumbrado, tal vez sea el padre de la princesa.
Incluso el paisaje parece participar en silencio de la atmósfera alucinante y enrarecida de la partida. La parte superior está ocupada por un alto acantilado que mira al mar, muy gótico, y por la ciudad ideal de Trebisonda, con su arquitectura muy rica, poblada por densas torres, chapiteles de edificios religiosos y, en el extremo derecho, un castillo. Estas arquitecturas imaginativas contribuyen a la creación de una atmósfera de cuento de hadas, rota sin embargo, como es típico en el gótico internacional, por notas macabras y grotescas: fuera de la puerta de la ciudad, de hecho, hay dos colgados de la horca, uno incluso con una calza caída. Un arcoíris se eleva sobre ellos, probablemente como signo de redención. Algunos han señalado un cierto detalle "florentino" de fondo, con la torre almenada que se parece mucho a la de Arnolfo, el campanario puntiagudo como el de la Badia Fiorentina y los ahorcados que el autor habría podido ver a diario en la Piazza delle Forche, donde estaba la iglesia de Santa Maria della Croce al Tempio donde, según el testimonio (que es único) de Vasari, el artista habría pintado unos frescos perdidos. Se trata de observaciones no compartidas por todos los críticos, destinadas a probar la estancia del artista en Florencia hacia 1423, según una corriente crítica que quisiera que el artista participara en las innovaciones renacentistas.
El cielo antaño azul ahora está ennegrecido y no permite comprender el juego de luces que unía la representación. Los rostros también han perdido sus veladuras al temple, adquiriendo una palidez exagerada, como se aprecia claramente en el rostro de San Jorge. La plata de las armaduras, también realzada con inserciones de metal, y detalles dorados en relieve, han desaparecido casi por completo, dejando también aquí una superficie ennegrecida. En el lado perdido del cuadro se han guardado pocos detalles, como el, muy vivo, de una salamandra abajo paseando entre los restos animales y humanos (huesos y más) de las comidas del dragón.

### Interpretación

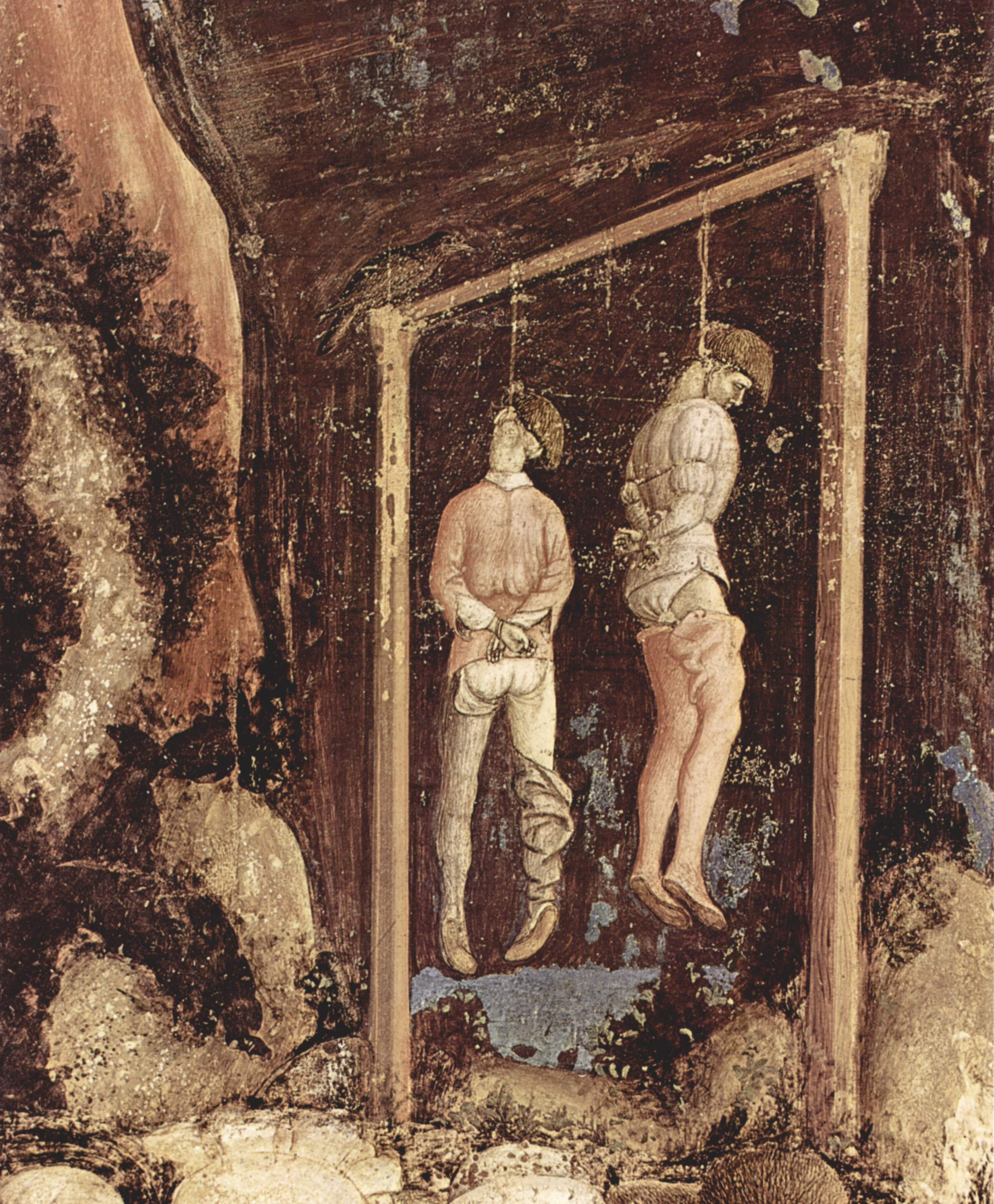
Los ahorcados.

Hay varias interpretaciones históricas de este fresco. Uno de ellos está vinculado a otras obras en el contexto de las iniciativas de acercamiento entre la Iglesia griega y la Iglesia latina, el rescate de Constantinopla y el legado del desmoronado Imperio bizantino. La posibilidad la sugiere la presencia de personajes con los sombreros típicos de la corte bizantina, y el tema general: San Jorge sería el símbolo de la cristiandad que se prepara para librarse de un peligro de ultramar (los turcos), para salvar una princesa que representaría a Constantinopla, en particular en los rasgos de María Comnena de Trebisonda, esposa de Juan VIII Paleólogo. El dragón sería pues una representación simbólica del sultán otomano Murad II, con los dos cachorros, uno más grande (Mehmed II) y otro más pequeño (Aladdin Alì).
Estudios más recientes interpretan la obra de otra manera, acercándola al ambiente veronés. De hecho, podría aludir a los acontecimientos de la familia Pellegrini y al sentimiento antiveneciano que había surgido en Verona en los primeros años del siglo XV debido a la pérdida de autonomía. En 1411, de hecho, se produjo la incursión del ejército imperial de Segismundo de Hungría apoyado por Brunoro della Scala seguido, en 1412, por un levantamiento pro-Scalígero en la ciudad. La "comitiva real" del fresco de Pisanello podría ser, por tanto, una representación del emperador y su séquito, mientras que el dragón alado, retratado como un animal anfibio, representaría a Venecia, que en ese momento había conquistado Verona junto con los otros dominios del continente, y que tenía como símbolo al león alado, muchas veces representado con dos patas en el agua. Un león acecha unos ciervos más allá del dragón. El levantamiento pro-Scaligero provocó una fuerte represión por parte de la República de Venecia con la consiguiente sentencia de muerte por ahorcamiento de muchos rebeldes, detalle bien representado en el mismo fresco. La figura de la princesa podría ser entonces el retrato de la joven esposa de Cristoforo Pellegrini, Laura Nogarola, un modelo de fácil acceso para el pintor.

## Estilo

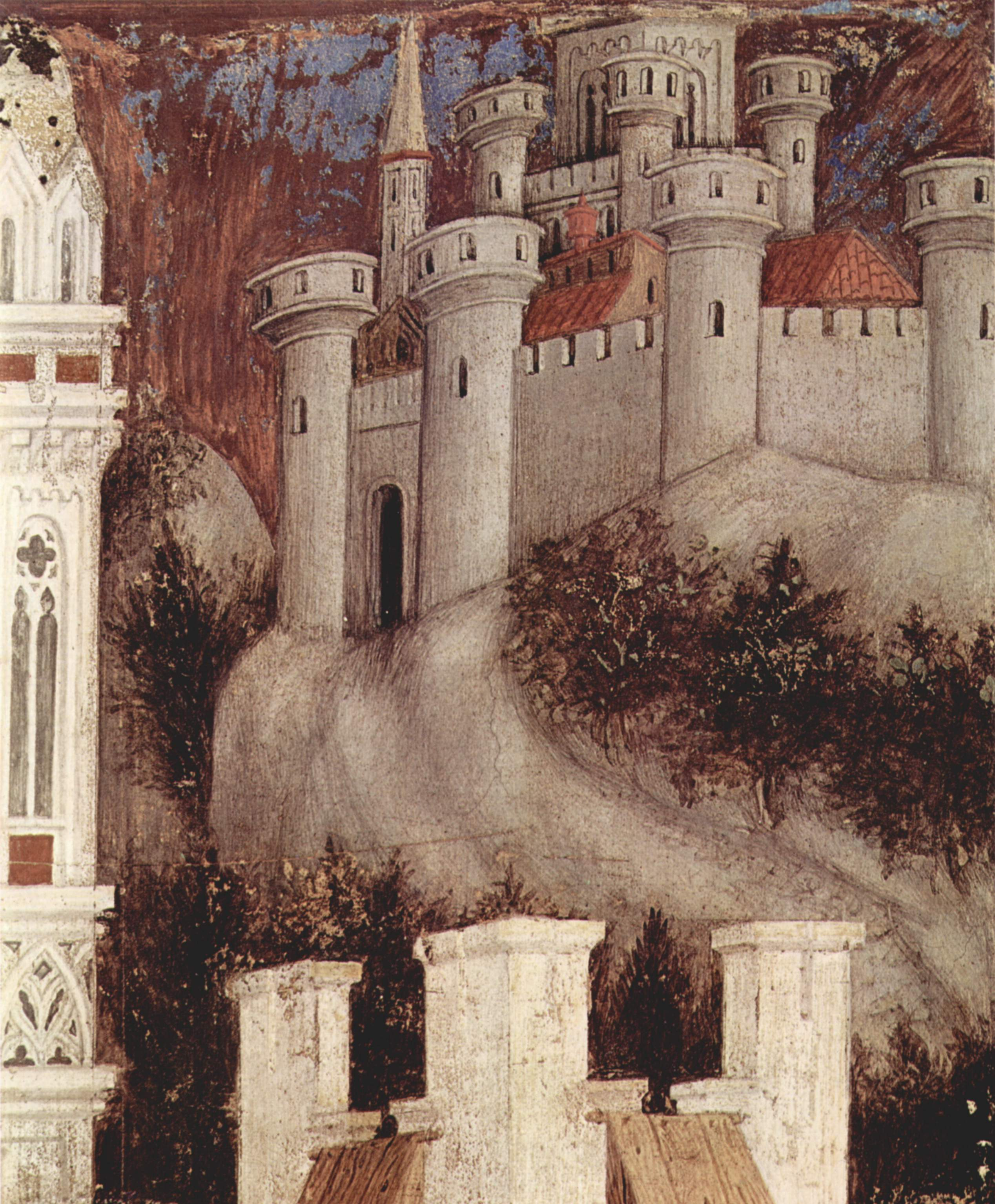
El castillo.

La degradación del color, incluso en las partes mejor conservadas, hace hoy, a pesar de las restauraciones, bastante difícil juzgar los valores pictóricos de la obra que, a juzgar por las huellas que han sobrevivido aquí y allá, debieron ser muy altos. Muchos han notado algunas afinidades con obras de Gentile da Fabriano, en particular la Pala Strozzi (1423), como la similitud de uno de los caballeros con el segundo Mago, o las similitudes en las rocas y en el paisaje, que sin embargo en Pisanello son recreados con mucha más fuerza.
El fresco está inmerso en un ambiente cortés en el que se explaya la leyenda de San Jorge. Los colores son delicados, las carnaciones tienen tonos suaves que recuerdan las obras de Gentile da Fabriano. La plasticidad de las figuras también se deriva de la lección de Gentile. La descripción precisa del entorno proviene en cambio de la tradición gótica transalpina tardía, filtrada por la cultura lombarda. El gusto por la línea ágil, que dirige la mirada del espectador hacia los detalles infinitos, es típico de Pisanello y crea un conjunto a la vez tenso, como corresponde al tema, y elegante.

Un cierto avance, más o menos consciente, hacia una sensibilidad que puede definirse como "renacentista", se registra sin embargo en la nueva disposición psicológica de los personajes, caracterizada por una emoción reflexiva que rompe con el tradicional distanciamiento impenetrable de los personajes del mundo cortesano. Es también innegable una reconquista de los valores plásticos y espaciales que, si bien están exentos de un enfoque de perspectiva racional, muestran la capacidad del pintor para disponer las figuras en varios niveles, especialmente en las atrevidas y contundentes vistas de los caballos. El paisaje desconectado del primer plano ("elevado") y contradiciendo la geometría de la perspectiva se encuentra después de todo también en los pintores toscanos, comenzando con Paolo Uccello .

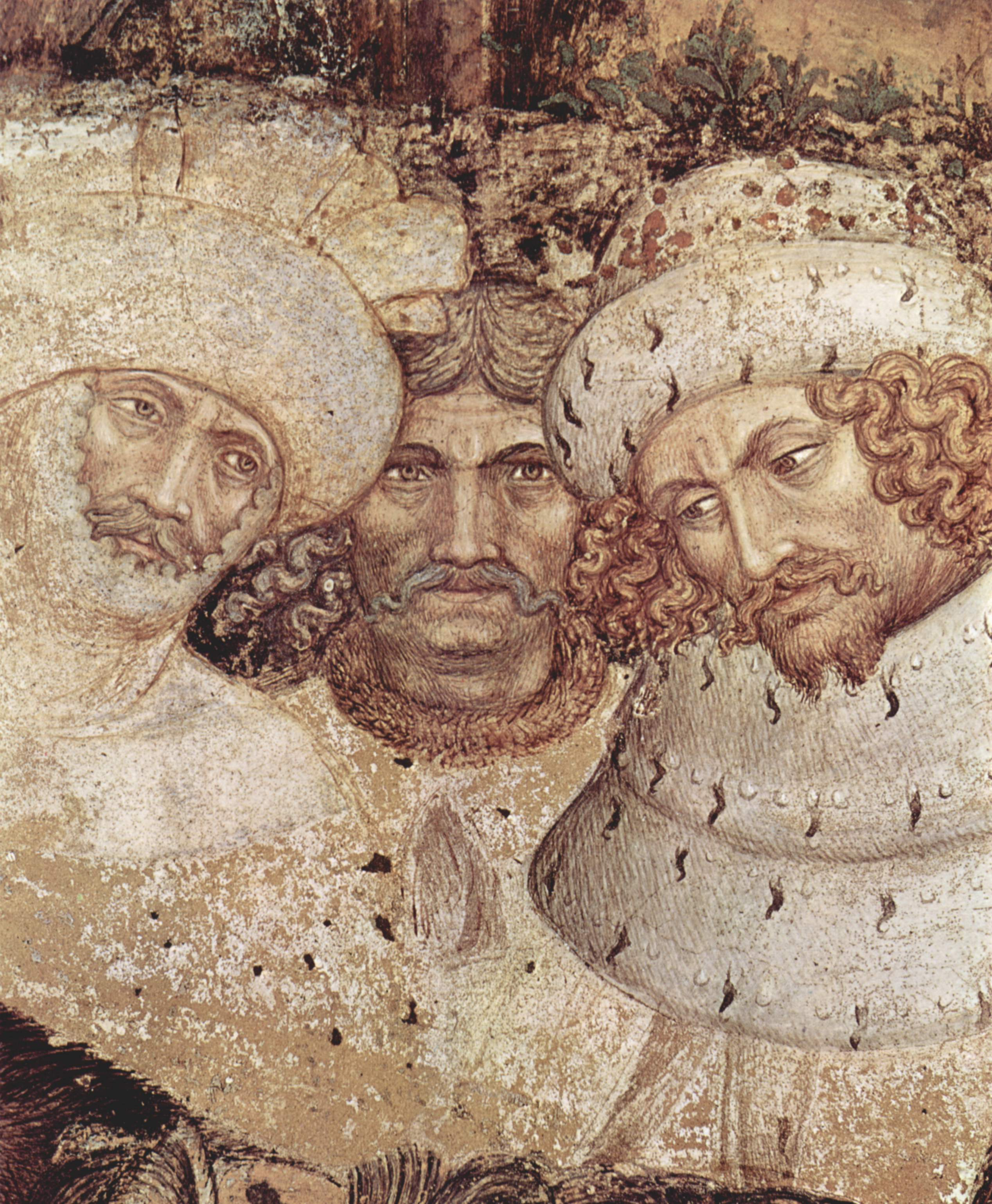
Los tres caballeros de la comitiva de la princesa.
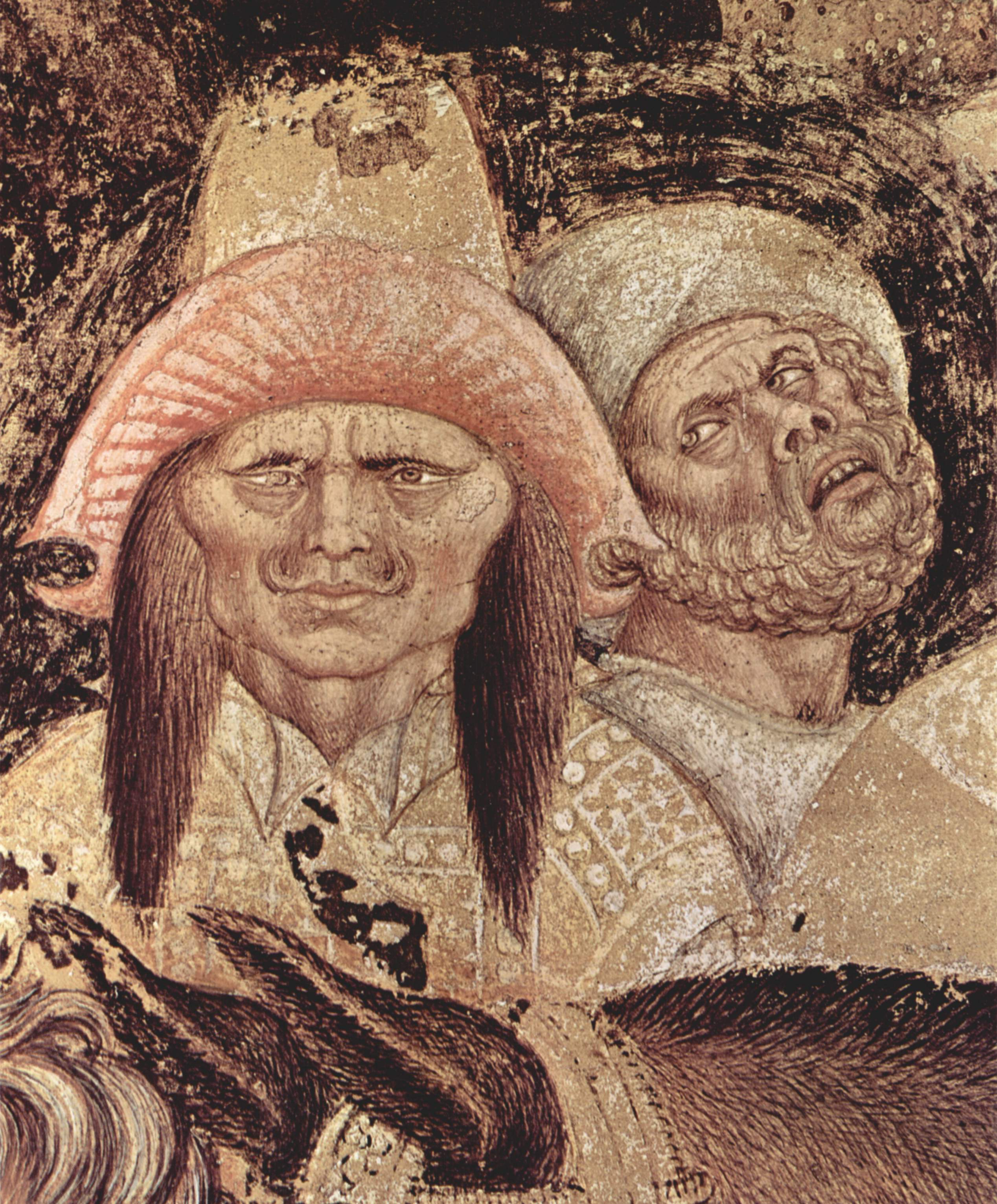
Los turcos.
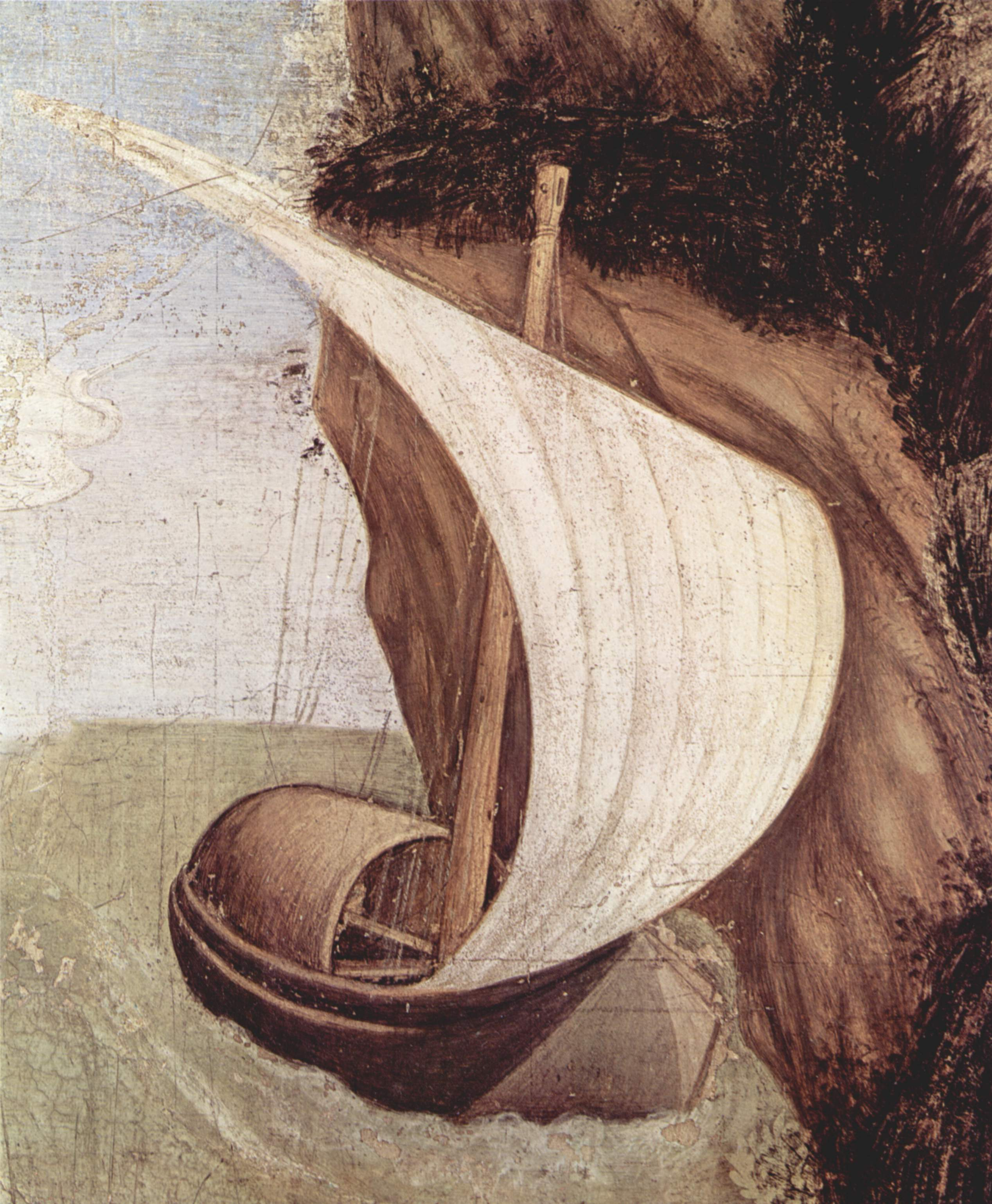
La barca.
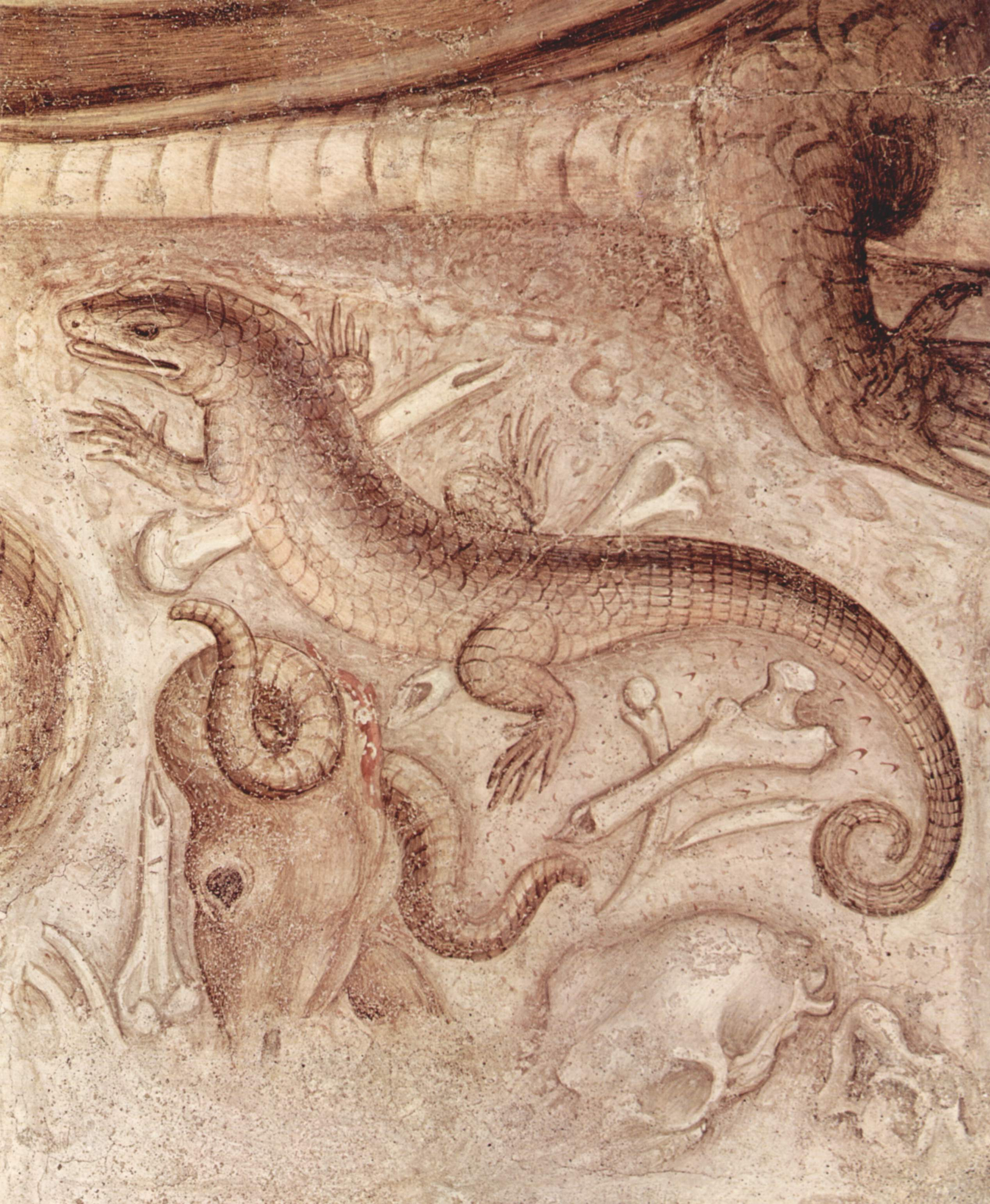
La salamandra entre los restos esparcidos por la guarida del dragón.

## Artículos relacionados
- Verona
- Basílica de Santa Anastasia